# Inno e Marcia Pontificale
Inno e Marcia Pontificale (Latinh, nghĩa là Quốc ca và Hành khúc Giáo hoàng) được chọn vào năm 1949 làm quốc ca của Toà thánh Vatican, do Antonio Allegra (1905–1969) viết lời và Charles Gounod (1818–1893) phổ nhạc.

## Lời tiếng Latinh I
(Raffaello Lavagna)
O Roma felix - O Roma nobilis.
Sedes es Petri, qui Romae effudit sanguinem,
Petri, cui claves datae sunt regni caelorum.
Pontifex, Tu successor es Petri;
Pontifex, Tu magister es tuos confirmas fratres;
Pontifex, Tu qui Servus servorum Dei,
hominumque piscator, pastor es gregis,
ligans caelum et terram.
Pontifex, Tu Christi es vicarius super terram,
rupes inter fluctus, Tu es pharus in tenebris;
Tu pacis es vindex, Tu es unitatis custos,
vigil libertatis defensor; in Te potestas.
Tu Pontifex, firma es petra, et super petram hanc
aedificata est Ecclesia Dei.
O felix Roma - O Roma nobilis.

## Lời tiếng Latinh II
(Evaristo D'Anversa)
Roma, alma parens, Sanctorum Martyrumque,
Nobile carmen, te decete, sonorumque,
Gloria in excelsis, paternæ maiestati
Pax et in terra fraternæ caritati
Ad te clamamus, Angelicum pastorem:
Quam vere refers, Tu mitem Redemptorem!
Magister Sanctum, custodis dogma Christi,
Quod unun vitæ, solamen datur isti.
Non prævalebunt horrendæ portæ infernæ,
Sed vis amoris veritatisque æternæ.
Salve, Roma!
In te æterna stat historia,
Inclyta, fulgent gloria
Monumenta tot et aræ.
Roma Petri et Pauli,
Cunctis mater tu redemptis,
Lúmen cunctæ in facie gentis
Mundique sola spes!
Salve, Roma!
Cuius lux occasum nescit,
Splendet, incandescit,
Et iniquo oppilat os.
Pater Beatissime,
Annos Petri attinge, excede
Unum, quæsumus, concede:
Tu nobis benedic.

## Lời tiếng Ý
INNO
Roma immortale di Martiri e di Santi,
Roma immortale accogli i nostri canti:
Gloria nei cieli a Dio nostro Signore,
Pace ai Fedeli, di Cristo nell'amore.
A Te veniamo, Angelico Pastore,
In Te vediamo il mite Redentore,
Erede Santo di vera e santa Fede;
Conforto e vanto a chi combatte e crede,
Non prevarranno la forza ed il terrore,
Ma regneranno la Verità, l'Amore.
MARCIA PONTIFICALE
Salve, Salve Roma, patria eterna di memorie,
Cantano le tue glorie, mille palme e mille altari.
Roma degli Apostoli, Madre guida dei Redenti,
Roma luce delle genti, il mondo spera in te!
Salve, Salve Roma, la tua luce non tramonta,
Vince l'odio e l'onta lo splendor di tua beltà.
Roma degli Apostoli, Madre e guida dei Redenti,
Roma luce delle genti, il mondo spera in te!

## Dịch sang tiếng Việt
QUỐC CA
Ôi Roma bất tử, thành phố của các nghĩa sĩ và các thánh
Ôi Roma bất tử, hãy nhận lấy lời ngợi ca của chúng tôi
Vinh quang nơi thiên đàng tới Đức Giêsu, Chúa chúng ta
Và hoà bình tới muôn người yêu mến Chúa
Chúng tôi đến với Người, vị thánh mục đồng
Ở Người, chúng tôi thấy một Đấng Cứu Thế nhân từ
Người là kế tự thánh của Niềm tin
Người là chốn an ủi và nơi chở che cho những ai có đức tin
Sức mạnh và cái ác sẽ không chiến thắng
Mà lẽ phải và tình yêu sẽ ngự trị
HÀNH KHÚC Giáo hoàng
Roma muôn năm, nơi bất tử của mọi ký ức
Một ngàn cành cọ và một ngàn bệ thờ hát bài ngợi ca
Ôi thành phố của những vị tông đồ, người mẹ và người dẫn lối lên thiên đàng
Ánh sáng của nhân loại và niềm hi vọng của thế giới
Ôi Roma! Ánh sáng của Người sẽ không bao giờ phai nhạt
Nét lộng lẫy trong vẻ đẹp của Người xua tan đi sự ô nhục và lòng oán hận
Ôi thành phố của những vị tông đồ, người mẹ và người dẫn lối lên thiên đàng
Ánh sáng của nhân loại và niềm hi vọng của thế giới